# Ihor Tancjura
Ihor Ivanovyč Tancjura (ukrajinsky Ігор Іванович Танцюра) je ukrajinský voják, generálmajor Ozbrojených sil Ukrajiny a účastník rusko-ukrajinské války. Od 15. května 2022 je velitelem ukrajinských Sil územní obrany.

## Život
Od roku 2013 velel 169. výcvikovému středisku Pozemních sil Ozbrojených sil Ukrajiny.
V roce 2019 se stal náčelníkem štábu a prvním zástupce velitele operace společných sil.
V roce 2022 byl jmenován náčelníkem štábu a zástupcem velitele ukrajinských Pozemních sil.
Dne 15. května 2022 byl jmenován velitelem Sil územní obrany ozbrojených sil Ukrajiny.

## Vyznamenání
- Řád Bohdana Chmelnického III. stupně (2. května 2022) – za osobní odvahu, nezištné činy projevené při obraně státní suverenity a územní celistvosti Ukrajiny a věrnost vojenské přísaze.[6]

## Hodnosti
- Plukovník (do 24. srpna 2013)[1]
- Generálmajor (od 24. srpna 2013)[1]